# Pisa Sporting Club 1950-1951
Questa voce raccoglie le informazioni riguardanti il Pisa Sporting Club nelle competizioni ufficiali della stagione 1950-1951.

## Rosa
| N. |                   | Ruolo | Calciatore        |
| -- | ----------------- | ----- | ----------------- |
|    | Italia (bandiera) | C     | Candiano Barranco |
|    | Italia (bandiera) | A     | Gianni Basile     |
|    | Italia (bandiera) | A     | Pietro Biagioli   |
|    | Italia (bandiera) | D     | Angelo Borgogno   |
|    | Italia (bandiera) | D     | Varo Bravetti     |
|    | Italia (bandiera) | P     | Efrem Bressan     |
|    | Italia (bandiera) | C     | Guerrino Carraro  |
|    | Italia (bandiera) | C     | Marcello Castoldi |
|    | Italia (bandiera) | D     | Renato Cavalieri  |
|    | Italia (bandiera) | A     | Ugo Conti         |
|    | Italia (bandiera) | D     | Walfredo Favilla  |

| N. |                       | Ruolo | Calciatore         |
| -- | --------------------- | ----- | ------------------ |
|    | Italia (bandiera)     | A     | Carlo Lenci        |
|    | Italia (bandiera)     | A     | Enzo Loni          |
|    | Italia (bandiera)     | P     | Roberto Lovati     |
|    | Italia (bandiera)     | D     | Luciano Nicolini   |
|    | Italia (bandiera)     | D     | Giorgio Pellegrini |
|    | Italia (bandiera)     | A     | Mario Redini       |
|    | Italia (bandiera)     | C     | Piero Romanelli    |
|    | Italia (bandiera)     | A     | Salvodorini        |
|    | Italia (bandiera)     | A     | Norris Scamos      |
|    | Italia (bandiera)     | A     | Piero Trapanelli   |
|    | Costa Rica (bandiera) | A     | Anco Marcio Vargas |

## Risultati

### Campionato

#### Girone di andata
| 10 settembre 1950 1ª giornata | Pisa | 5 – 3 | Bari |  |

| 17 settembre 1950 2ª giornata | Legnano | 1 – 0 | Pisa |  |

| 24 settembre 1950 3ª giornata | Pisa | 1 – 0 | SPAL |  |

| 20 dicembre 1992 4ª giornata | Livorno | 0 – 0 | Pisa |  |

| 8 ottobre 1950 5ª giornata | Pisa | 1 – 0 | Seregno |  |

| 6 dicembre 1981 6ª giornata | Verona | 4 – 0 | Pisa |  |

| 22 ottobre 1950 7ª giornata | Pisa | 1 – 1 | Vicenza |  |

| 29 ottobre 1950 8ª giornata | Reggiana | 2 – 0 | Pisa |  |

| 5 novembre 1950 9ª giornata | Pisa | 0 – 1 | Messina |  |

| 12 novembre 1950 10ª giornata | Pisa | 2 – 2 | Salernitana |  |

| 19 novembre 1950 11ª giornata | Fanfulla | 3 – 0 | Pisa |  |

| 26 novembre 1950 12ª giornata | Pisa | 1 – 0 | Siracusa |  |

| 20 settembre 1998 13ª giornata | Cremonese | 2 – 2 | Pisa |  |

| 10 dicembre 1950 14ª giornata | Brescia | 3 – 1 | Pisa |  |

| 17 dicembre 1950 15ª giornata | Pisa | 2 – 0 | Spezia |  |

| 24 dicembre 1950 16ª giornata | Modena | 3 – 0 | Pisa |  |

| 31 dicembre 1950 17ª giornata | Pisa | 2 – 0 | Anconitana |  |

| 7 gennaio 1951 18ª giornata | Venezia | 1 – 1 | Pisa |  |

| 21 gennaio 1951 20ª giornata | Catania | 3 – 2 | Pisa |  |

| 28 gennaio 1951 21ª giornata | Pisa | 1 – 0 | Treviso |  |

#### Girone di ritorno
| 4 febbraio 1951 22ª giornata | Bari | 0 – 0 | Pisa |  |

| 11 febbraio 1951 23ª giornata | Pisa | 1 – 2 | Legnano |  |

| 18 febbraio 1951 24ª giornata | SPAL | 3 – 0 | Pisa |  |

| 25 febbraio 1951 25ª giornata | Pisa | 0 – 3 | Livorno |  |

| 4 marzo 1951 26ª giornata | Seregno | 1 – 2 | Pisa |  |

| 11 marzo 1951 27ª giornata | Pisa | 5 – 0 | Verona |  |

| 18 marzo 1951 28ª giornata | Vicenza | 1 – 2 | Pisa |  |

| 25 marzo 1951 29ª giornata | Pisa | 1 – 0 | Reggiana |  |

| 1º aprile 1951 30ª giornata | Messina | 0 – 0 | Pisa |  |

| 8 aprile 1951 31ª giornata | Salernitana | 4 – 1 | Pisa |  |

| 15 aprile 1951 32ª giornata | Pisa | 3 – 0 | Fanfulla |  |

| 22 aprile 1951 33ª giornata | Siracusa | 1 – 0 | Pisa |  |

| 29 aprile 1951 34ª giornata | Pisa | 1 – 0 | Cremonese |  |

| 6 maggio 1951 35ª giornata | Pisa | 1 – 0 | Brescia |  |

| 13 maggio 1951 36ª giornata | Spezia | 0 – 3 | Pisa |  |

| 20 maggio 1951 37ª giornata | Pisa | 2 – 1 | Modena |  |

| 27 maggio 1951 38ª giornata | Anconitana | 1 – 0 | Pisa |  |

| 3 giugno 1951 39ª giornata | Pisa | 0 – 0 | Venezia |  |

| 17 giugno 1951 41ª giornata | Pisa | 2 – 2 | Catania |  |

| 24 giugno 1951 42ª giornata | Treviso | 2 – 0 | Pisa |  |

## Statistiche

### Statistiche di squadra
| Competizione | Punti | In casa | In casa | In casa | In casa | In casa | In casa | In trasferta | In trasferta | In trasferta | In trasferta | In trasferta | In trasferta | Totale | Totale | Totale | Totale | Totale | Totale | DR |
| Competizione | Punti | G       | V       | N       | P       | Gf      | Gs      | G            | V            | N            | P            | Gf           | Gs           | G      | V      | N      | P      | Gf     | Gs     | DR |
| ------------ | ----- | ------- | ------- | ------- | ------- | ------- | ------- | ------------ | ------------ | ------------ | ------------ | ------------ | ------------ | ------ | ------ | ------ | ------ | ------ | ------ | -- |
| Serie B      | 41    | 20      | 13      | 4       | 3       | 32      | 15      | 20           | 3            | 5            | 12           | 14           | 35           | 40     | 16     | 9      | 15     | 46     | 50     | -4 |

### Statistiche dei giocatori
| Giocatore     | Serie B  | Serie B |
| Giocatore     | Presenze | Reti    |
| ------------- | -------- | ------- |
| C. Barranco   | 37       | 1       |
| G. Basile     | 23       | 7       |
| P. Biagioli   | 20       | 6       |
| A. Borgogno   | 17       | 0       |
| V. Bravetti   | 40       | 0       |
| E. Bressan    | 22       | -31     |
| G. Carraro    | 29       | 1       |
| M. Castoldi   | 40       | 1       |
| R. Cavalieri  | 1        | 0       |
| U. Conti      | 8        | 1       |
| W. Favilla    | 1        | 0       |
| C. Lenci      | 24       | 2       |
| E. Loni       | 37       | 11      |
| R. Lovati     | 18       | -19     |
| L. Nicolini   | 37       | 0       |
| G. Pellegrini | 20       | 0       |
| M. Redini     | 1        | 0       |
| P. Romanelli  | 9        | 0       |
| Salvodorini   | 1        | 0       |
| N. Scamos     | 3        | 0       |
| P. Trapanelli | 31       | 8       |
| A. Vargas     | 21       | 8       |